# Pseudalosterna longigena
Pseudalosterna longigena là một loài bọ cánh cứng trong họ Cerambycidae.